# Kungsboa
Kungsboa (Boa constrictor) är en ormart i familjen boaormar. Artepitet i det vetenskapliga namnet är latin och betyder kontraktion. Det vetenskapliga namnet för släktet är latin för "stor vattenorm". Antagligen hade Linné ingen kännedom om arternas levnadssätt.
En längre tid listades många arter av boaormar i släktet Boa som sedan flyttades till andra släktet. Efter flytten var kungsboa den enda arten i släktet och sedan godkändes underarten Boa constrictor imperator som art med det vetenskapliga namnet Boa imperator.

## Utseende
Kungsboan är en stor, huvudsakligen marklevande orm som vanligen blir mellan 2 och 3 meter lång. Små exemplar blir bara en meter lång och särskilt stora individer når en längd av fyra meter eller lite större. Vikten ligger oftast vid 27 kg och stora exemplar kan väga 45 kg. Unga ormar kan dock vara duktiga klättrare. Liksom andra boaormar är den inte giftig, utan dödar istället sitt byte genom att kväva det.
Jämförd med den stora bålen är huvudet litet. Färgteckningen varierar mycket mellan olika individer. Allmänt är grundfärgen brun, grå eller silvergrå och det finns många fläckar och band.

## Utbredning
Kungsboan har en stor spridning, från Mexiko genom Centralamerika, med tillhörande öar och söderut till Bolivia, Paraguay, norra Argentina och sydöstra Brasilien. Arten introducerades dessutom i Florida (USA). Den vistas i låglandet och i bergstrakter upp till 1370 meter över havet.
Kungsboans stora utbredningsområde har lett till stor genetisk variation inom arten. Flera olika underarter till kungsboan är kända och mer specifik information dessa och deras utbredning finns under respektive underarts rubrik nedan.
Arten kan anpassa sig till olika landskap som regnskogar, buskskogar och gräsmarker.

## Ekologi
Ungdjur vistas ofta i träd och äldre individer förekommer oftast på marken. Kungsboan jagar fåglar och mindre däggdjur. Den har ovovivipar fortplantning, vilket betyder att honan föder levande ungar. En kull kan ha upp till 50 ungar.
Liksom pytonormen kväver en boaorm sitt byte genom att ringla hela sin kropp runt bytesdjuret och krama åt. För varje andetag bytet sedan tar, stramar boan åt sitt grepp tills bytesdjuret inte har någon luft kvar i lungorna. Boaormen sväljer sedan bytet helt. Dess käkar kan delas så att djur som är större än boaormens eget huvud kan sväljas.
Individerna blir könsmogna när de är 3 till 4 år gamla. Kungsboan kan leva 25 år eller ibland längre.

## Taxonomi
Tidigare listades ytterligare tre arter i släktet Boa som flyttades till andra släkten. Dumerils boa och Madagaskarboa till släktet Acrantophis samt Sanzinia madagascariensis till ett eget släkte.
Underarten Boa constrictor imperator godkänns i nyare avhandlingar som art.

### Underarter
Arten Kungsboa innehåller 10 underarter:
Boa constrictor amarali (Stull, 1932)
Denna extremt kortsvansade boa hittas i södra Brasilien, östra Bolivia och Paraguay.
Boa constrictor constrictor (Linnaeus, 1758)
Den längsta underarten av kungsboa, även kallad "Red-tail boa", som ofta når en längd på över 3 meter. Denna underart finns i Brasilien, Surinam, Guyana, Venezuela, Peru, Trinidad och Colombia.
Boa constrictor imperator (Daudin, 1803)
Troligen den vanligaste underarten av kungsboa i fångenskap. Denna underart är mindre än B. c. constrictor (förutom i Colombia). B. c. imperator skiljer sig väldigt mycket åt i utseende, då den finns över ett stort område som omfattar Mexiko, Belize, Colombia, Ecuador, El Salvador, Costa Rica, Honduras och Nicaragua.
Boa constrictor longicauda (Price&Russo, 1991)
Denna långsvansade boa finns i norra Peru.
Boa constrictor melanogaster (Langhammer, 1983)
Utbredningsområdet omfattar Ecuador, men det är oklart om denna orm är en egen underart eller bara en lokalitet av B. c. constrictor då den blir lika stor som denna. Typiskt för B. c. melanogaster är att den har en svart mage.
Boa constrictor nebulosa (Lazell, 1964)
En mellanstor boa från Dominica.
Boa constrictor occidentalis (Philippi, 1863)
En orm från Argentina samt Paraguay som har ett alldeles speciellt utseende – den är helt svart/mörkbrun med ljusa till vita markeringar.
Boa constrictor orophias (Linnaeus, 1758)
Utbredningsområdet är Saint Lucia.
Boa constrictor ortonii (Cope, 1878)
Finns i ett mycket litet område i nordvästra Peru.
Boa constrictor sabogae (Barbour, 1906)
Finns på små öar utanför Panama (Pearl Island). Den ovanligaste underarten av kungsboan, en relativt liten boa som inte blir längre än 2 meter.

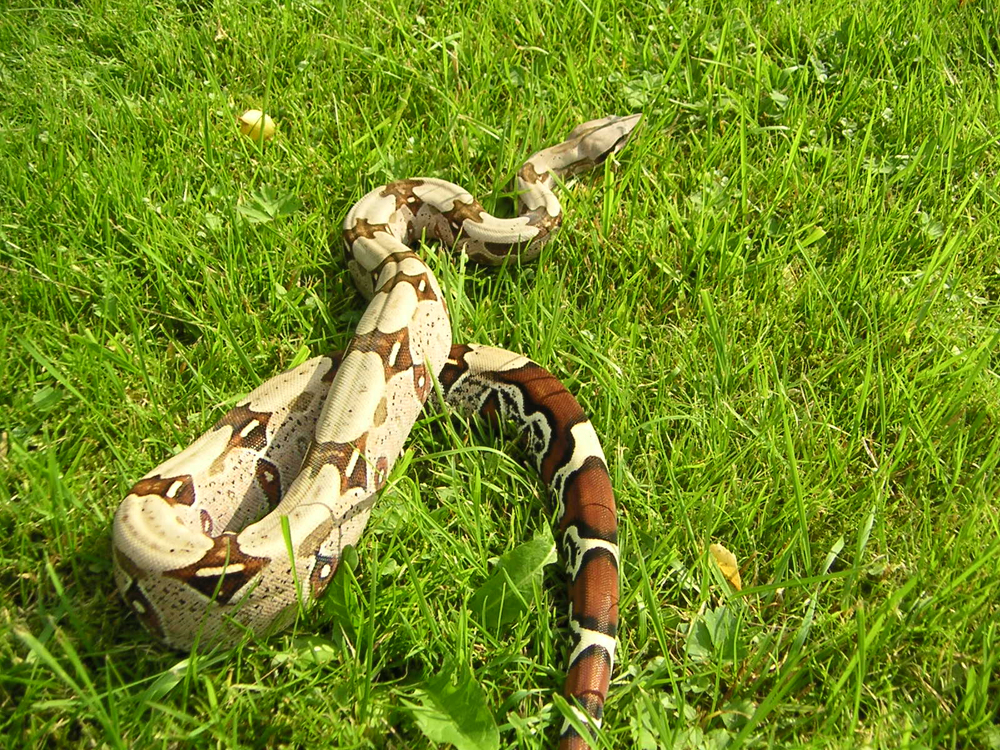
B. c. constrictor från Guyana, även kallad "Red-tail boa".
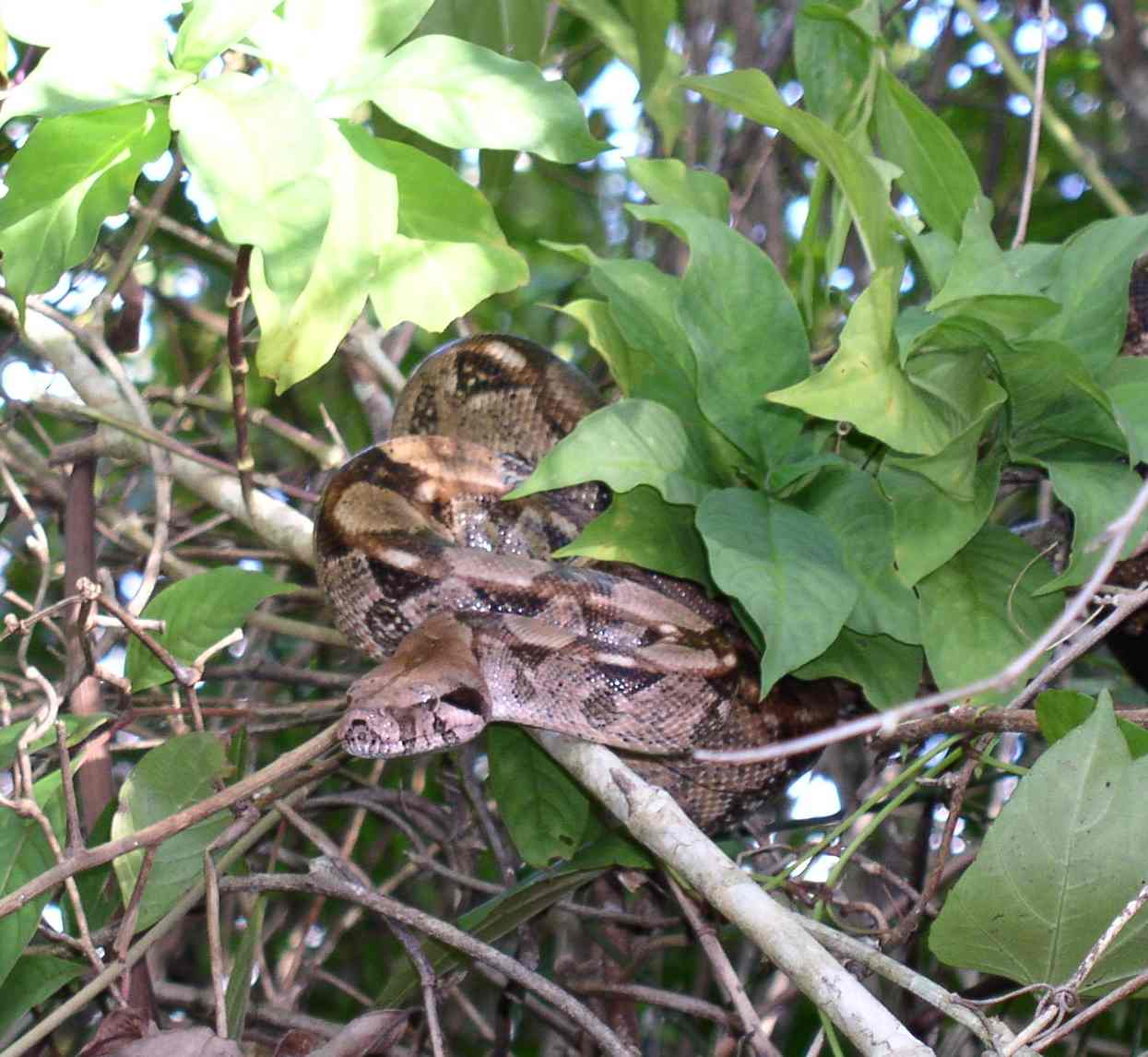
En kungsboa i Belize.
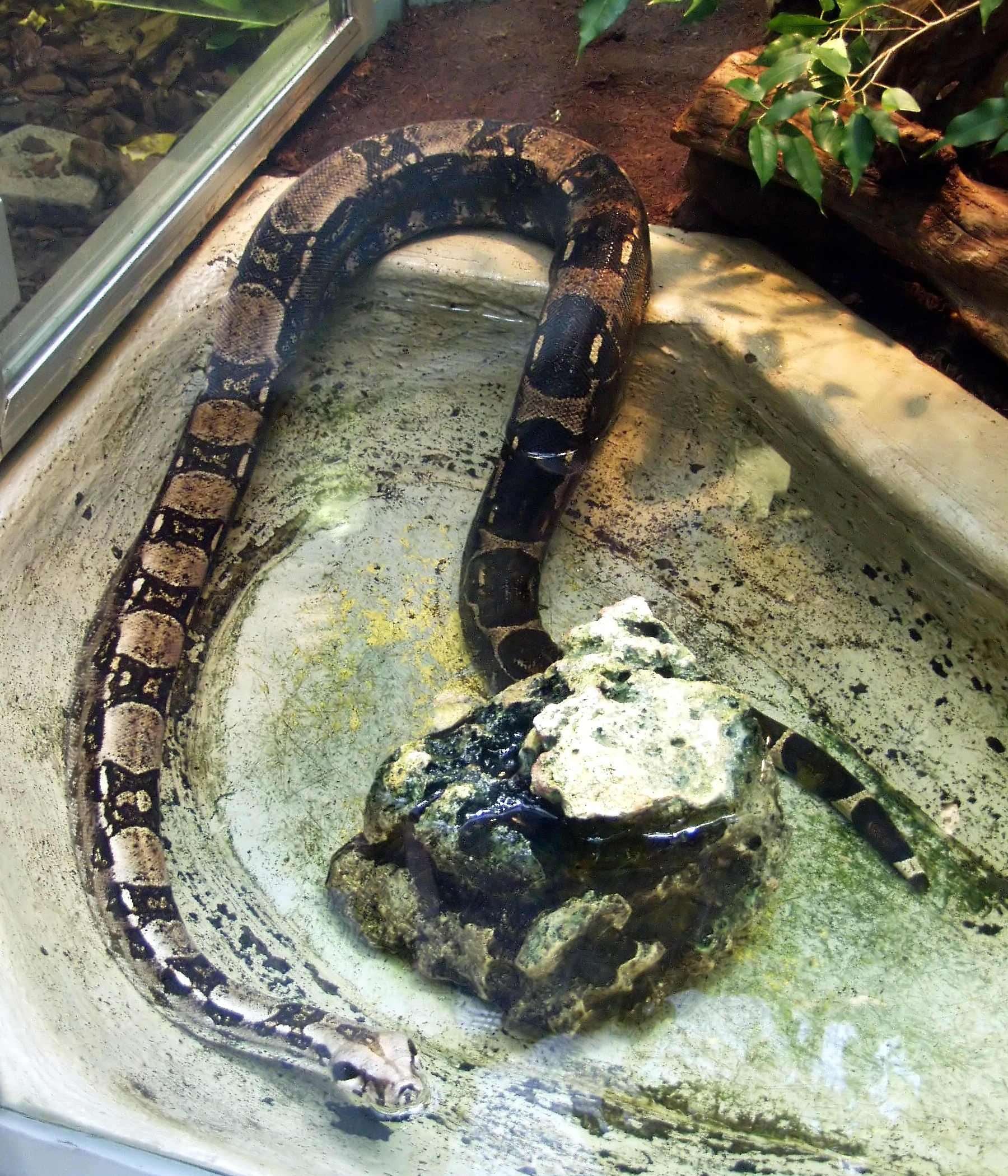
Kungsboa i terrarium.
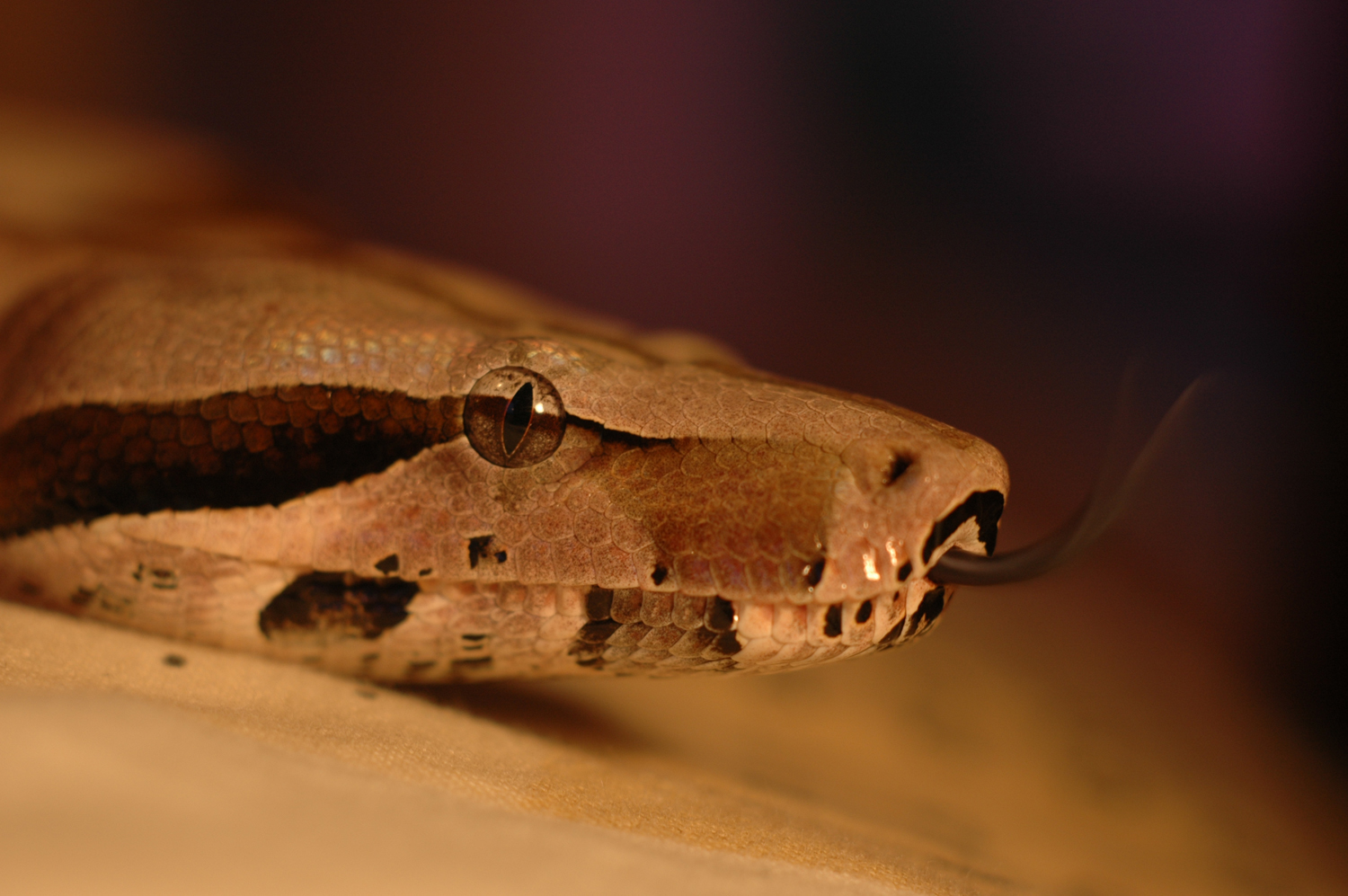
En B. c. constrictor från Guyana, där man tydligt ser teckningens mönster även i ögat.

## Hot
I några regioner fångas exemplar för köttets och för hudens skull. Ett annat hot är landskapsförändringar när skogen omvandlas till jordbruks- och betesmarker eller när gruvdrift eller oljeborrningar etableras. Hela populationen minskar men den anses fortfarande vara stor. IUCN listar arten som livskraftig (LC).

## Kungsboa i fångenskap
Kungsboan är en av de vanligare förekommande ormarterna i svenska hem. Detta tack vare att den är relativt lättskött och oftast har ett mycket trevligt temperament att handskas med. När arten först togs in i Sverige hade man mycket liten kunskap om kungsboans underarter – det har därför kommit att blandats vilt mellan de olika underarterna i avel – troligen främst mellan B. c. constrictor samt B. c. imperator, men även blandningar mellan de olika lokaliteterna inom underarterna. Detta har lett till att handeln med djuret består av en betydande andel "blandraser".
Individer som hölls i fångenskap föredrar under dagen en temperatur av 26 till 28°C och under natten en temperatur av cirka 22°C.